# Vysoké nad Jizerou
Vysoké nad Jizerou là một thị trấn thuộc huyện Semily, vùng Liberecký, Cộng hòa Séc.